# Magny (Moselle)
Magny (deutsch Magny, 1915–1918 und 1940–1944 Manningen) ist ein Stadtteil der Stadt Metz im Département Moselle in der französischen Region Grand Est (bis 2015 Lothringen), der 1961 durch Eingemeindung des gleichnamigen Dorfs entstanden ist.

## Geographie
Der Stadtteil Magny der Stadt Metz in Lothringen liegt am rechten Ufer der Seille, etwa vier Kilometer südlich des Stadtkerns von  Metz.

## Geschichte

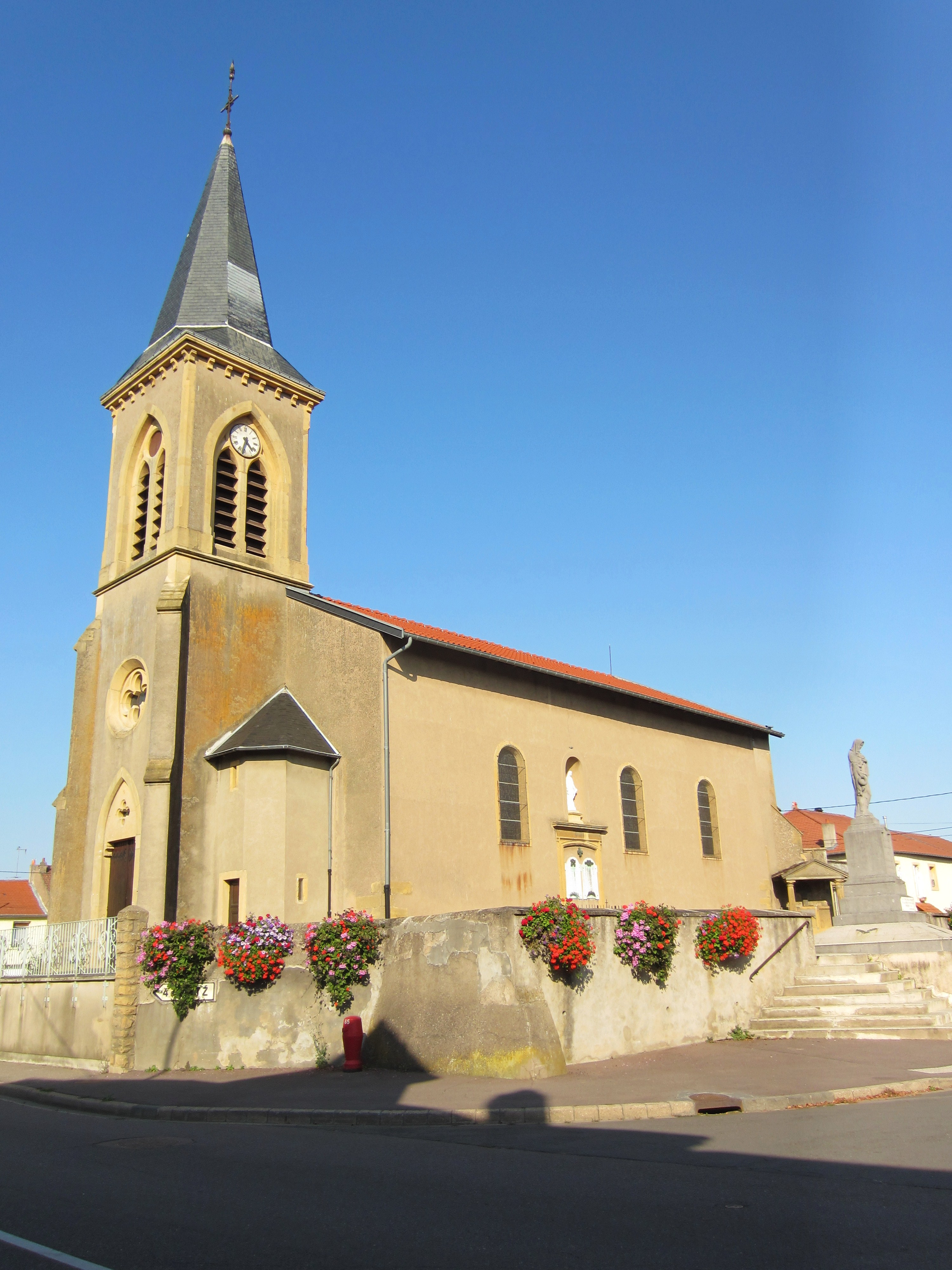
Kirche St. Martin

Magny, südlich der Stadt Metz, auf einem Plan der Umgebung von Metz um 1900

Das frühere Dorf Magny gehörte einst zum Bistum Metz; die Abtei St. Clement war bereits 1144 hier begütert. Beispiele älterer Ortsbezeichnungen sind Mannet (1201), Maigne (1225) und Maigni (1239).
Am 13. Juli 1429 wurde das Dorf von Truppen des Herzogs von Lothringen niedergebrannt; im Jahr 1475 lagerte Herzog René II. acht Tage lang vergebens in Magny, als er die Stadt Metz durch einen Überraschungsangriff an sich bringen wollte, und 1552 nahm hier Marschall Vieilleville auf der Seille-Brücke zwei für die kaiserlichen Truppen Karls V. bestimmte, mit Fourage, Wein und Lachsen beladene Wagenreihen weg.
Durch den Frieden von Frankfurt vom 10. Mai 1871 kam die Region an das deutsche Reichsland Elsaß-Lothringen und wurde dem Landkreis Metz im Bezirk Lothringen zugeordnet. Im 19. Jahrhundert waren die Haupterwerbsquellen der Dorfbewohner der Getreide-, Obst- und Weinbau.
Nach dem Ersten Weltkrieg musste die Region aufgrund der Bestimmungen des Versailler Vertrags 1919 an Frankreich abgetreten werden. Während des Zweiten Weltkriegs besetzte die deutsche Wehrmacht die Region. Ende 1944 wurde Magny von westalliierten Streitkräften eingenommen.
Am 9. Dezember 1961 wurde Magny in die Stadt Metz eingemeindet.

### Demographie
| Jahr | Einwohner | Anmerkungen |
| ---- | --------- | --- |
| 1793 | 0569      | [ 4 ] |
| 1821 | 0633      | [ 4 ] |
| 1841 | 0693      | [ 4 ] |
| 1861 | 0740      | [ 5 ] [ 4 ] |
| 1871 | 0680      | auf einer Fläche von 728 ha, in 124 Häusern mit 214 Familien |
| 1880 | 0672      | auf einer Fläche von 756 ha mit 123 Häusern, davon 671 Katholiken |
| 1885 | 1032      | [ 9 ] [ 10 ] |
| 1890 | 0950      | mit dem Militär (265 Mann), in 125 Häusern mit 207 Haushaltungen, davon 797 Katholiken, 146 Protestanten und sieben Angehörige eines sonstigen christlichen Glaubensbekenntnisses |
| 1910 | 0977      | [ 11 ] [ 12 ] |

| Jahr      | 1921 | 1926 | 1931 | 1936 | 1946 | 1954 |
| Einwohner | 701  | 748  | 793  | 891  | 893  | 1063 |